# Świadkowie Jehowy w Gruzji
Świadkowie Jehowy w Gruzji – społeczność wyznaniowa  w Gruzji, należąca do ogólnoświatowej wspólnoty Świadków Jehowy, licząca w 2023 roku 18 841 głosicieli, należących do 224 zborów. W 2023 roku na dorocznej uroczystości Wieczerzy Pańskiej zgromadziło się 34 169 osób. Biuro Oddziału, koordynujące działalność głosicieli w tym kraju oraz w Azerbejdżanie, mieści się w stolicy Gruzji – Tbilisi, w którym znajduje się również jeden z 17 ośrodków szkoleń biblijnych na świecie.

## Historia

### Początek działalności
W 1924 roku Towarzystwo Strażnica otworzyło w Bejrucie w Libanie Biuro Oddziału, które nadzorowało działalność ewangelizacyjną na terenie Libanu, Armenii, Gruzji, Syrii oraz Turcji. Jednakże w tym pierwszym okresie działalność biura podjęta na terenie Gruzji przyniosła niewielkie rezultaty. W roku 1929 do Biura w Bejrucie dotarł list od zainteresowanego szewca z Batumi, który prosił o literaturę biblijną i podręcznik „Harfa Boża” oraz informował o grupie osób czytających publikacje Towarzystwa Strażnica w tym mieście. Wkrótce jednak władze szczelnie zamknęły granice. 
W trakcie II wojny światowej Gruzinka Walentina Miminoszwili trafiła do niemieckiego obozu koncentracyjnego, w którym po raz pierwszy zetknęła się ze Świadkami Jehowy. Po wojnie w roku 1953 wróciła w rodzinne strony i zaczęła opowiadać o swojej nowej wierze innym, czym zwróciła na siebie uwagę władz. Została skazana na 10 lat łagru w Rosji gdzie ponownie spotkała Świadków Jehowy i później została ochrzczona. W roku 1967 opuściła obóz i zamieszkała w zachodniej części Gruzji, gdzie wznowiła działalność kaznodziejską. W roku 1962 pochodząca z Syberii Antonina Gudadze przeniosła się wraz ze swoim niewierzącym mężem do Chaszuri we wschodniej części Gruzji. Otrzymywała ukrytą w paczkach literaturę biblijną wysyłaną z Syberii, ale do powrotu Walentiny Miminoszwili nie miała osobistego kontaktu ze Świadkami Jehowy. Wówczas w zachodniej Gruzji zaczęto organizować zebrania religijne, na które Gudadze raz w miesiącu jeździła, pokonując 300 km.
W roku 1964 powrócił do Gruzji Waso Kweniaszwili, były członek mafii, który za działalność przestępczą trafił do łagru na Syberii. Tam poznał Świadków Jehowy i po powrocie zaczął ich szukać w Gruzji, aby nawiązać z nimi kontakt. W latach 60. XX wieku niektórzy Świadkowie Jehowy, prześladowani w innych częściach Związku Radzieckiego przenosili się do miejsc, w których warunki były bardziej sprzyjające. Jednym z nich był Władimir Gładiuk, który w roku 1969 przeprowadził się z Ukrainy do Zugdidi na zachodzie Gruzji.
W roku 1969 pierwsza grupa zorganizowała regularną działalność. Początkowo zebrania zborowe prowadzono w języku rosyjskim, a później wraz z rozwojem dzieła głoszenia wśród Gruzinów również w języku gruzińskim. W sierpniu 1970 ochrzczono 12 osób. Wiosną 1972 roku Władimir Gładiuk przeniósł się razem z rodziną do miasta Suchumi nad Morzem Czarnym. Wkrótce powstał tam zbór, a na pierwsze święto Pamiątki w mieście przybyło 45 osób.
W sierpniu 1973 roku w okolicach Suchumi nad Morzem Czarnym w czasie uroczystości chrztu wtargnęła milicja i aresztowało kilkoro Świadków Jehowy. Uroczystość przełożono i po opuszczeniu więzienia przez aresztowanych dwa dni później ochrzczono 35 osób. Jednakże po kolejnych dwóch dniach Władimir Gładiuk, Itt Sudarenko i Natel Czargeiszwili za prowadzenie działalności religijnej zostali skazani na kilkuletnie kary więzienia. Od tej pory pozostali głosiciele postanowili głosić ostrożniej. Jeździli więc do innych miasteczek i wsi prowadząc działalność kaznodziejską na znacznie większym obszarze. W ten sposób jedna z głosicielek zapoczątkowała studium Biblii z ponad 20 osobami w Zugdidi i 5 w Czchorocku, które przyjęły chrzest.
Wraz z rozwojem działalności w Gruzji coraz bardziej widoczny stawał się nie tylko brak literatury biblijnej, ale również samej Biblii w języku gruzińskim. Księga ta była wówczas w Gruzji trudno dostępna. Dlatego też w latach 70. XX wieku niektórzy głosiciele sami tłumaczyli na język gruziński publikacje biblijne i je, a poszczególne księgi biblijne przepisywali – na ogół ręcznie. Niektórym udało się zdobyć i ręcznie przepisać do zeszytów cały Nowy Testament we współczesnym języku gruzińskim. Publikacje te były potem czasowo udostępniane poszczególnym głosicielom lub rodzinom. Jeszcze pod koniec lat 80. własny egzemplarz „Strażnicy”, zwykle ręcznie przepisany posiadał zazwyczaj tylko prowadzący zebranie. Podjęto wówczas starania by czasopismo to powielać za pomocą prostych środków.
W latach 70. po wieloletnim pobycie w łagrach na Syberii, dokąd Świadkowie Jehowy trafili głównie w ramach operacji „Północ”, zaczęli się oni osiedlać w różnych rejonach Związku Radzieckiego. W ten sposób między innym w Tbilisi osiadła rodzina Kurdasów z Ukrainy rozpoczynając działalność w stolicy. W końcu po blisko 20 latach od pierwszego swojego kontaktu ze Świadkami Jehowy podczas pobytu w więzieniu Waso Kweniaszwili nawiązał z nimi ponowny kontakt. Ze względu na jego kryminalną przeszłość oraz podejrzenie o szpiegowanie przez cztery lata uniemożliwiano mu korzystanie z zebrań. Dopiero po tym czasie mógł zostać członkiem zboru i przyjąć chrzest.
Do roku 1990 działalność kaznodziejska zarówno w zachodniej, jak też we wschodniej części Gruzji została ugruntowana. W tym czasie działalność kaznodziejską prowadziło 904 głosicieli, którzy prowadzili 942 studia biblijne z osobami zainteresowanymi. W 1990 roku w Tbilisi święto Wieczerzy Pańskiej zorganizowano w mieszkaniu w bloku na 12 piętrze – uczestniczyło w nim ponad 200 osób. Nastał czas gwałtownego rozwoju działalności Świadków Jehowy w Gruzji.

### Rozwój działalności po roku 1991
27 marca 1991 roku zalegalizowano działalność Świadków Jehowy na obszarze ZSRR. 9 kwietnia 1992 roku Gruzja ogłosiła niepodległość. W 1992 roku wynajęto duże obiekty w różnych częściach kraju, żeby zorganizować doroczną uroczystość Wieczerzy Pańskiej. Z okazji uroczystości zgromadziły się 10 332 osoby, choć w kraju działało 1869 głosicieli. Wiosną tego samego roku 16 pionierów na okres pięciu miesięcy skierowano do 8 miast położonych głównie na północy i południu centralnej Gruzji gdzie nie było głosicieli. W dniach od 26 do 28 czerwca 1992 roku delegaci z Gruzji byli obecni na kongresie międzynarodowym pod hasłem „Nosiciele światła” w Petersburgu.
Na początku lat 90. Świadkowie Jehowy zaczęli wydawać kolorową literaturę biblijną korzystając z usług firm prywatnych. Na angielskich wydaniach czasopism naklejano gruzińskie litery tworząc w ten sposób szablony dla drukarni. Biuro Główne Świadków Jehowy zaprojektowało nową czcionkę gruzińską i włączyło ją do systemu wielojęzycznego fotoskładu MEPS. Wkrótce Biuro Oddziału w Niemczech wydrukowało w języku gruzińskim broszurę „Oto wszystko nowe czynię” i niektóre traktaty. W roku 1993 w mieszkaniu prywatnym w Tbilisi działało Biuro Tłumaczeń, w którym pracował zespół jedenastu tłumaczy. Dzięki temu zbory uzyskały stały dostęp do literatury biblijnej, którą sprowadzano z Niemiec.
Latem 1996 roku zorganizowano pierwsze zgromadzenia okręgowe w Gruzji. Odbyły się one pod hasłem „Posłańcy pokoju Bożego” w trzech miejscowościach: Gori, Marneuli i Cnori, a uczestniczyło w nich około 6000 delegatów z całego kraju. Od 1996 roku wizyta nadzorcy podróżującego w zborach trwała tydzień, dlatego zwiększono ich liczbę. Do roku 1997 liczba głosicieli wzrosła do 11 082 osób. W 1998 roku w uroczystości Pamiątki śmierci Chrystusa uczestniczyło 32 409 osób, a 1724 zostały ochrzczone.
17 kwietnia 1998 roku nastąpiła rejestracja Związku Świadków Jehowy, osoby prawnej, która umożliwiała prowadzenie działalności ewangelizacyjnej na terenie Gruzji bez przeszkód. 11 czerwca 1998 roku zarejestrowano „Przedstawicielstwo Pensylwańskiego Towarzystwa Biblijnego i Traktatowego – Strażnica w Gruzji”, jednostkę prawną reprezentującą Świadków Jehowy. Pod nadzorem Ciała Kierowniczego utworzono Biuro Krajowe, nadzorowane przez Biuro Oddziału w Rosji. Członkiem Komitetu Kraju był Badri Kopaliani (zm. 2010). Prawne zarejestrowanie działalności umożliwiło zakup działek pod budowę Sal Królestwa oraz obiektów Biura Oddziału. W 2001 roku uruchomiono program budowy Sal Królestwa. W ciągu dwóch lat w całym kraju powstało siedem takich obiektów.
W marcu 1998 roku do Gruzji zostali skierowani Sonja i Arno Tünglerowie, absolwenci filii Szkoły Gilead w Niemczech, a później również inni misjonarze. W marcu 1999 roku w Pamiątce uczestniczyło 36 669 osób.

### Akty przemocy skierowane przeciw Świadkom Jehowy
21 czerwca 1999 roku Urząd Patriarchy Wszech Gruzji skierował list do szefa służb celnych, w którym nalegał na „wprowadzenie zakazu rozpowszechniania zagranicznych wydawnictw religijnych”. Równocześnie rzecznik gruzińskiego Kościoła prawosławnego Giorgi Andriadze oświadczył, że Świadkowie Jehowy prowadzą niebezpieczną działalność, którą należy zdelegalizować. W sierpniu 1999 roku grupa fanatycznych wyznawców prawosławia kierowana przez byłego popa Wasilija Mkalawiszwiliego zorganizowała demonstrację w Tbilisi, podczas której publicznie spaliła książki i czasopisma Świadków Jehowy. Od napadu kilku ekstremistów religijnych pociągających za sobą około 200-osobowy tłum, podczas zebrania zboru Świadków Jehowy w Gldani w dniu 17 października 1999 roku, rozpoczęły się zorganizowane ataki, które rozprzestrzeniły się na całą Gruzję. Napastnicy używając drewnianych pałek i żelaznych krzyży zaatakowali obecnych na zebraniu skutkiem czego szesnaście osób trafiło do szpitala. Choć prezydent Eduard Szewardnadze stanowczo potępił te brutalne ataki nie podjęto żadnych konkretnych działań by zapobiec kolejnym napaściom.
8 września 2000 roku zgromadzenie religijne w mieście Zugdidi, w którym brało udział około 700 Świadków Jehowy zostało przerwane przez zamaskowany oddział antyterrorystyczny. Podpalono konstrukcję wzniesioną na potrzeby zgromadzenia oraz pobito około 50 osób. Pomimo natychmiastowego powiadomienia władz nie doszło do rozpoczęcia postępowania wyjaśniającego. Brak reakcji na to zdarzenie stał się przyczyną wniesienia skargi do Europejskiego Trybunału Praw Człowieka przez Świadków Jehowy przeciw Gruzji w sprawie Begheluri i inni przeciw Gruzji. W sumie w latach 1999–2003 poszkodowani Świadkowie Jehowy złożyli do organów ścigania 784 skargi, dotyczące aktów przemocy dokonanych przez zwolenników Wasilija Mkalawiszwiliego.
8 stycznia 2001 roku rozpoczęto kampanię zbierania podpisów pod petycją z prośbą o ochronę przed atakami i o pociągniecie do odpowiedzialności osób atakujących Świadków Jehowy. W ciągu dwóch tygodni petycję podpisało 133 375 mieszkańców Gruzji, głównie wyznawców prawosławia. Petycja ta miała na celu wykazać, że odpowiedzialność za falę ataków ponosi mała grupa ekstremistów, a większość obywateli jej nie pochwala. Chociaż została ona przedstawiona prezydentowi Szewardnadze, nie spowodowała podjęcia działań, które zatrzymały by falę przemocy.
22 lutego 2001 roku nastąpiło unieważnienie rejestracji dwóch osób prawnych, którymi posługiwali się Świadkowie Jehowy w Gruzji (Związek Świadków Jehowy oraz Przedstawicielstwo Pensylwańskiego Towarzystwa Biblijnego i Traktatowego – Strażnica w Gruzji). Choć zdaniem sądu nie miało to ograniczać działalności religijnej obejmującej urządzanie zebrań, sprowadzanie publikacji czy posiadanie własnych obiektów to jednak ośmieliło ekstremistów religijnych do przeprowadzenia szeregu kolejnych brutalnych napaści. 28 listopada 2003 roku nastąpiła ponowna rejestracja Oddziału Towarzystwa Strażnica. Brutalne ataki wobec Świadków Jehowy, do jakich dochodziło w latach 2001–2003, nieco osłabły w roku 2004 po aresztowaniu Wasilija Mkalawiszwiliego oraz kilku jego zwolenników.
Mimo że fala brutalnych ataków wobec Świadków Jehowy ustała, to jednak w roku 2013 odnotowano 53 przypadki napaści fizycznych i uporczywego nękania Świadków Jehowy, a w roku 2014 wobec Świadków Jehowy w Gruzji dopuszczono się 63 przestępstw powodowanych nienawiścią.

### Sytuacja w Abchazji i Osetii Południowej
W roku 2014 na terenach pozostających poza rzeczywistą kontrolą władz Gruzji, w Achalgori w Osetii Południowej oraz na terenie Abchazji lokalne władze utrudniały prowadzenie działalności religijnej. W październiku 2017 roku Sąd Najwyższy Osetii Południowej orzekł, podobnie jak wcześniej rosyjski Sąd Najwyższy, że Świadkowie Jehowy są organizacją ekstremistyczną i zabronił im prowadzenia działalności religijnej na terenie Osetii Południowej. Jeśli orzeczenie wejdzie w życie, to za kontynuowanie działalności będzie groziła kara 10 lat pozbawienia wolności. Według tamtejszych władz liczbę Świadków Jehowy szacuje się na przeszło 1000 osób (ok. 2% populacji).
Świadkowie Jehowy wydają swoje publikacje zarówno w języku abchaskim, jak i osetyjskim (również w dialekcie Kudar). W językach tych jest dostępny również oficjalny serwis internetowy jw.org. Pierwszym pełnym przekładem Biblii na język osetyjski jest wydane w 2010 roku „Pismo Święte w Przekładzie Nowego Świata”. Wcześniej, w roku 2006 wydano w tym języku Chrześcijańskie Pisma Greckie w Przekładzie Nowego Świata (Nowy Testament).

### Orzeczenia ETPC
W latach 2001–2007 Europejski Trybunał Praw Człowieka orzekał, iż rząd tolerował prześladowanie Świadków Jehowy w Gruzji – głównie ze strony duchownych i wiernych Gruzińskiego Kościoła Prawosławnego. 3 maja 2007 roku ETPC wydał orzeczenie w sprawie Członkowie zboru Świadków Jehowy w Gldani i inni przeciw Gruzji (nr 71156/01), w którym obarczył Gruzję odpowiedzialnością za ataki, wykazując wyraźny związek między obojętnością władz a narastaniem przemocy.
7 października 2014 roku Europejski Trybunał Praw Człowieka wydał orzeczenie w sprawie Begheluri i inni przeciw Gruzji. Skarga ta, złożona ponad 12 lat wcześniej, dotyczyła 30 aktów przemocy fizycznej i słownej, której ofiarami padło 99 osób, w tym 98 Świadków Jehowy w Gruzji. Dotyczyła ona przerywania zebrań religijnych z użyciem siły przez gruzińską policję, które zapoczątkowało falę ataków wynikających z uprzedzeń religijnych, ataków mających miejsce w domach prywatnych, podczas rozpraw sądowych i w miejscach publicznych. ETPC uznał władze Gruzji winnymi nieludzkiego traktowania 47 spośród skarżących gruzińskich Świadków Jehowy, a także dyskryminacji i pogwałcenia wolności wyznania 88 z nich. Nałożył na rząd grzywnę w wysokości ponad 45 000 euro jako zadośćuczynienie za szkody moralne i pokrycie kosztów sądowych oraz nakazał władzom Gruzji zaniechanie łamania prawa i zobowiązał je do jak najszybszego wszczęcia skutecznego dochodzenia, dotyczącego popełnionych przestępstw. Następnego dnia po ogłoszeniu uzasadnienia rząd gruziński wydał oświadczenie, w którym zobowiązał się do zapobiegania kolejnym ewentualnym aktom przemocy skierowanym przeciw Świadkom Jehowy.
1 kwietnia 2015 roku Świadkowie Jehowy w Gruzji rozpoczęli specjalną ogólnokrajową kampanię informacyjną, która była skierowana do policjantów, przedstawicieli władz lokalnych i prokuratorów. Celem tej kampanii było zapoznanie przedstawicieli lokalnych władz z orzeczeniem dotyczącym pogwałcenia praw Świadków Jehowy, wydanym przez ETPC w sprawie Begheluri i inni przeciw Gruzji, a także zapoznanie urzędników z działalnością religijną prowadzoną przez Świadków Jehowy. Kwietniowa kampania miała na celu również przyczynienie się do ściślejszego przestrzegania praw człowieka w całej Gruzji.
21 maja 2015 roku ETPC podał, że przyjął jednostronną deklarację rządu Gruzji złożoną we wrześniu 2014 roku, w której ten „z żalem przyznaje, że dochodziło do naruszania” praw Świadków Jehowy. ETPC uznał oświadczenie rządu Gruzji za wystarczającą podstawę do rozstrzygnięcia sprawy Związek Świadków Jehowy i inni przeciw Gruzji, która dotyczyła działań rządu zmierzających do unieważnienia rejestracji dwóch podmiotów prawnych, którymi posługiwali się Świadkowie Jehowy. Trybunał uznał działania właściwych gruzińskich organów władzy za naruszenie wolności wyznania i stowarzyszania się co stanowiło działanie wbrew Europejskiej konwencji praw człowieka (artykuł 11 w związku z artykułem 9). 
17 stycznia 2017 roku ETPC wydał orzeczenie w sprawie Carcidze przeciw Gruzji, w którym uznał, że prawa Świadków Jehowy zostały naruszone. ETPC orzekł, że policja gruzińska była albo bezpośrednio zaangażowana w zajścia, albo nie interweniowała, by zapewnić ofiarom ochronę. W orzeczeniu dodatkowo wskazano, że sędziowie i sądy gruzińskie nie powstrzymały agresji przeciwko Świadkom Jehowy, kierując się uprzedzeniami i powierzchowną oceną faktów.
12 października ETPC przyjął oświadczenie władz Gruzji w sprawie Gabunia i inni przeciw Gruzji, w którym przyznały one jako zadośćuczynienie za naruszenie prawa do wolności wyznania i zakazu dyskryminacji po 800 euro dla każdego z 10 skarżących Świadków Jehowy. Skarga ta została wniesiona po czterech motywowanych nienawiścią religijną atakach prawosławnych ekstremistów, które miały związek z tolerowaną przez władze kampanią wymierzoną przeciw Świadkom Jehowy w Gruzji. W atakach tych funkcjonariusze organów ścigania albo byli współwinni napaści gdyż sami brali w nich udział, albo nie interweniowali dając sprawcom nieme przyzwolenie do kolejnych ataków.

### Rozwój działalności po roku 2004
W 2004 roku na kongresie pod hasłem „Chodź z Bogiem” ogłoszono wydanie w języku gruzińskim Chrześcijańskich Pism Greckich w Przekładzie Nowego Świata. Dwa lata później na kongresie pod hasłem „Wyzwolenie jest blisko!”, Geoffrey Jackson, członek Ciała Kierowniczego, ogłosił wydanie Pisma Świętego w Przekładzie Nowego Świata w tym języku. Z programu kongresu skorzystało ponad 17 000 osób. Na początku 2005 roku zorganizowano akcję humanitarną dla Świadków Jehowy, uchodźców z Abchazji. W sierpniu 2006 roku delegacja z Gruzji brała udział w kongresie międzynarodowym pod hasłem „Wyzwolenie jest blisko!” w Chorzowie. Na kongresie regionalnym pod hasłem „Szukajmy najpierw Królestwa Bożego!”, który odbył się w dniach od 18 do 20 września 2014 roku w Gruzji ogłoszono wydanie Pisma Świętego w Przekładzie Nowego Świata w języku azerskim.
6 kwietnia 2013 roku oddano do użytku rozbudowane Biuro Oddziału, Salę Zgromadzeń i centrum szkoleniowe w Tbilisi. W uroczystościach wzięło udział 338 delegatów z 24 krajów, w tym członek Ciała Kierowniczego – David Splane. Następnego dnia programu wysłuchało 15 200 osób zebranych w różnych obiektach na terenie całego kraju. W tym samym roku Świadkowie Jehowy wydali swoją pierwszą publikację w tym języku megrelskim.
W 2014 roku w Tbilisi po raz pierwszy odbył się kongres regionalny w języku kurdyjskim. Przybyli delegaci z Armenii, Niemiec, Turcji i Ukrainy. Do trzech zborów kurdyjskojęzycznych należy przeszło 500 głosicieli mieszkających w Gruzji.
Od roku 2013 prowadzono Kurs Biblijny dla Małżeństw, który ukończyło ponad 200 osób. W 2015 roku w Tbilisi zorganizowano pierwszą klasę Kursu dla Ewangelizatorów Królestwa. Wielu pionierów rozpoczęło działalność na terenie obcojęzycznym, ucząc się języków takich jak: angielski, arabski, azerski, chiński, perski i turecki, a inni przenieśli się do zborów gruzińskojęzycznych za granicę. Jedna trzecia z 3197 pionierów pełnoczasowych w Gruzji nie ukończyła 25 lat.
10 grudnia 2014 roku Chrześcijański Zbór Świadków Jehowy w Gruzji został zarejestrowany w ramach prawa publicznego. W 2016 roku w gruzińskim Komitecie Oddziału usługiwali Wayne Tomchuk, Lewani Kopaliani, Dżoni Szalamberidze i Michael Jones.
W sierpniu 2017 roku delegacja Świadków Jehowy z Gruzji uczestniczyła w kongresie specjalnym pod hasłem „Nie poddawaj się!” w kazachskim mieście Ałmaty, a latem 2019 roku w kongresie międzynarodowym pod hasłem „Miłość nigdy nie zawodzi!” w Atenach, Kopenhadze i Warszawie.
W dniach od 20 do 22 lipca 2018 roku w Tbilisi odbył się pierwszy w kraju kongres specjalny pod hasłem „Bądź odważny!” z udziałem prawie 2500 zagranicznych delegatów z 18 krajów, m.in. z Azerbejdżanu, Armenii, Bułgarii, Grecji, Hiszpanii, Polski, Rosji, Stanów Zjednoczonych, Turcji, Turkmenistanu i Ukrainy. W głównym obiekcie kongresowym, Pałacu Olimpijskim, zebrały się 7002 osoby. Program transmitowano do około 80 innych miejsc na terenie Gruzji. Łączna liczba obecnych wyniosła 21 914, a ochrzczono 208 osób. W 2019 roku w Zugdidi otworzono Biuro Tłumaczeń na język megrelski.
21 czerwca 2020 roku Geoffrey Jackson, członek Ciała Kierowniczego, ogłosił w nagranym wcześniej przemówieniu wydanie zrewidowanego Pisma Świętego w Przekładzie Nowego Świata w języku gruzińskim. W związku z pandemią COVID-19 zorganizowano specjalne zebranie w trybie wideokonferencji, w którym uczestniczyło 19 521 osób. W latach 2006–2020 wydrukowano 221 049 egzemplarzy Pisma Świętego w Przekładzie Nowego Świata w języku gruzińskim. Językiem tym na całym świecie posługuje się około 18 000 głosicieli.
30 czerwca 2023 roku podczas kongresu regionalnego pod hasłem „Okazujcie cierpliwość!” w Zugdidi, Dżoni Szalamberidze, członek Komitetu Oddziału w Gruzji ogłosił wydanie Biblii — Ewangelii według Mateusza w języku megrelskim. Jest to pierwsza księga biblijna wydana w tym języku. Z programu skorzystało 627 osób. Językiem tym posługuje się jakieś 800 głosicieli należących do 13 zborów.
2 lipca 2023 roku Levani Kopaliani, członek gruzińskiego Komitetu Oddziału na specjalnym spotkaniu w Tbilisi ogłosił wydanie Biblii — Ewangelii według Mateusza w języku kurdyjskim (kurmandżi) (Kaukaz). W 2024 roku delegacje z Gruzji brały udział w kongresach specjalnych pod hasłem „Głośmy dobrą nowinę!” w Finlandii i na Węgrzech.
Gruzińskie Biuro Oddziału nadzoruje tłumaczenie literatury biblijnej na język azerski, gruziński, kurdyjski (kurmandżi) używany na Kaukazie (cyrylica i łacinka), swański i megrelski. Przygotowuje też wersje brajlowskie publikacji w języku gruzińskim. 
Kongresy regionalne odbywają się w językach: gruzińskim, angielskim, azerskim, kurdyjskim, ormiańskim, osetyjskim, rosyjskim i rosyjskim migowym.
Zebrania zborowe odbywają się w językach: gruzińskim, angielskim, arabskim, azerskim, chińskim, hindi, kurdyjskim (kurmandżi), megrelskim, ormiańskim, osetyjskim, perskim, rosyjskim, tureckim i rosyjskim migowym.
W 2017 roku w Gruzji funkcjonowało 85 Sal Królestwa.